# Đồng Phú (Bình Phước)
Đồng Phú is een huyện in de Vietnamese provincie Bình Phước, een van de provincies in de regio Đông Nam Bộ. De hoofdplaats van Đồng Phú is thị trấn Tân Phú.
De oppervlakte van Đồng Phú bedraagt 959,7 km² en het district telt ruim 75.500 inwoners.